# Eishockey-Europameisterschaft 1924
Die 9. Eishockey-Europameisterschaft fand zum ersten Mal in Italien statt. Das Turnier wurde vom 14. bis 17. März 1924 in Mailand ausgespielt. Mit sechs teilnehmenden Teams gab es wieder eine neue Rekordbeteiligung. Teilnehmer waren Titelverteidiger Schweden sowie die Teams aus der Schweiz, Frankreich, Belgien, Spanien und aus dem Gastgeberland Italien. Für die Italiener und Spanier war es eine Premiere. Bei seiner zweiten Teilnahme insgesamt feierte Frankreich gleich seine erste Europameisterschaft.

## Vorrunde

### Gruppe A
| 14. März 1924 | Mailand | Schweiz  | – | Spanien | 12:0                |
|               |         |          |   |         |                     |
| 15. März 1924 | Mailand | Schweden | – | Schweiz | 6:2                 |
|               |         |          |   |         |                     |
| 16. März 1924 | Mailand | Schweden | – | Spanien | Spanien verzichtete |

Abschlusstabelle
| RF | Team     | Sp | Sg | Un | NL | Tore  | TD  | Pkte. |
| -- | -------- | -- | -- | -- | -- | ----- | --- | ----- |
| 1  | Schweden | 2  | 2  | 0  | 0  | 6: 2  | + 4 | 4:0   |
| 2  | Schweiz  | 2  | 1  | 0  | 1  | 14: 6 | + 8 | 2:2   |
| 3  | Spanien  | 2  | 0  | 0  | 2  | 0:12  | −12 | 0:4   |

### Gruppe B
| 14. März 1924 | Mailand | Italien    | – | Frankreich | 0:12 (0:7,0:5) |
|               |         |            |   |            |                |
| 15. März 1924 | Mailand | Italien    | – | Belgien    | 0:4 (0:3,0:1)  |
|               |         |            |   |            |                |
| 16. März 1924 | Mailand | Frankreich | – | Belgien    | 3:0            |

Abschlusstabelle
| RF | Team       | Sp | Sg | Un | NL | Tore  | TD  | Pkte. |
| -- | ---------- | -- | -- | -- | -- | ----- | --- | ----- |
| 1  | Frankreich | 2  | 2  | 0  | 0  | 15: 0 | +15 | 4:0   |
| 2  | Belgien    | 2  | 1  | 0  | 1  | 4: 3  | + 1 | 2:2   |
| 3  | Italien    | 2  | 0  | 0  | 2  | 0:16  | −16 | 0:4   |

## Finale
| 17. März 1924 | Frankreich Alfred de Rauch (Albert Hassler) Léonhard Quaglia (Alfred de Rauch) | 2:1 (2:0, 0:1) | Schweden Gunnar Galin | Palazzo del Ghiaccio, Mailand |

## Medaillen
| Europameister Frankreich | Robert George – Alfred de Rauch (Spielertrainer), Pierre Charpentier, André Charlet – Hubert Grunwald, Raoul Couvert, Albert Hassler, Léonhard Quaglia                                |
| Silber Schweden          | Einar Olsson, Carl Josefsson – Georg Johansson-Brandius, Einar Lundell – Gustaf Johansson, Birger Holmquist, Gunnar Galin, Ragnar Tidqvist, Torsten Lundborg                          |
| Bronze Belgien Schweiz   | Hector Chotteau – Francois Franck, Louis de Ridder – Wilhelm Kreitz, Charles Mulder, Andre Poplimont, Charles van den Driessche                                                       |
| Bronze Belgien Schweiz   | Charles Fasel – Albert Geromini, Murezzan Andreossi, Walter von Siebenthal – Zacharias Andreossi, Louis Dufour, Arnold Gartmann, Heini Meng, Paul Müller, Jean Unger, Giuseppe Penchi |